# إيثان براينت
إيثان براينت (بالإنجليزية: Ethan Bryant)‏ (20 أغسطس 2001 في الولايات المتحدة - ) هو لاعب كرة قدم أمريكي في مركز الوسط.

## وصلات خارجية
- إيثان براينت على موقع قاعدة بيانات كرة القدم.إي يو (الإنجليزية)
- إيثان براينت على موقع Soccerway.com (الإنجليزية)